# Emirates Telecommunications Corporation
Emirates Telecommunications Corporation, Etisalat, är ett företag som ägs av Förenade Arabemiraten och är världens femtonde största teleoperatör.